# ジュネイト・アリ
ジュネイト・アリ・アリ（Dzhuneyt Ali Ali (ブルガリア語: Джунейт Али、1994年9月5日 - ）は、ブルガリア・クルジャリ出身のプロサッカー選手。PFKアルダ・クルジャリ所属。ポジションは、ディフェンダー（ライトバック）。